# Europese kampioenschappen synchroonzwemmen 2022
Het synchroonzwemmen tijdens de Europese kampioenschappen zwemsporten 2022 vond plaats van 11 tot en met 15 augustus 2022 in het Stadio Nicola Pietrangeli in Rome, Italië.

## Medailles

### Mannen
| Onderdeel          | Goud                    | Goud    | Zilver                       | Zilver  | Brons                          | Brons   |
| Solo               | Solo                    | Solo    | Solo                         | Solo    | Solo                           | Solo    |
| ------------------ | ----------------------- | ------- | ---------------------------- | ------- | ------------------------------ | ------- |
| Technische routine | Giorgio Minisini Italië | 85,7033 | Fernando Diaz Del Rio Spanje | 79,4951 | Ivan Martinovic Servië         | 58,8834 |
| Vrije routine      | Giorgio Minisini Italië | 88,4667 | Fernando Diaz Del Rio Spanje | 83,3333 | Quentin Rakotomalala Frankrijk | 78,0000 |

### Vrouwen
| Onderdeel          | Goud | Goud    | Zilver | Zilver  | Brons | Brons   |
| Solo               | Solo | Solo    | Solo | Solo    | Solo | Solo    |
| ------------------ | --- | ------- | --- | ------- | --- | ------- |
| Technische routine | Marta Fjedina Oekraïne | 92,6394 | Linda Cerruti Italië | 90,0156 | Vasiliki Alexandri Oostenrijk | 90,0156 |
| Vrije routine      | Marta Fjedina Oekraïne | 94,6333 | Linda Cerruti Italië | 92,1000 | Vasiliki Alexandri Oostenrijk | 91,8333 |
| Duet               | |         | |         | |         |
| Technische routine | Maryna Aleksiyiva Vladyslava Aleksiyiva Oekraïne | 92,8538 | Anna-Maria Alexandri Eirini-Marina Alexandri Oostenrijk | 91,9852 | Linda Cerruti Costanza Ferro Italië | 90,3577 |
| Vrije routine      | Maryna Aleksiyiva Vladyslava Aleksiyiva Oekraïne | 94,7333 | Anna-Maria Alexandri Eirini-Marina Alexandri Oostenrijk | 93,0000 | Linda Cerruti Costanza Ferro Italië | 91,7000 |
| Team               | |         | |         | |         |
| Technische routine | Oekraïne Maryna Aleksiyiva Vladyslava Aleksiyiva Olesia Derevianchenko Marta Fjedina Veronika Hryško Anhelina Ovchynnikova Anastasiia Shmonina Valeriya Tyshchenko                                    | 92,5106 | Italië Domiziana Cavanna Linda Cerruti Costanza Di Camillo Costanza Ferro Gemma Galli Marta Iacoacci Enrica Piccoli Francesca Zunino                           | 90,3772 | Frankrijk Ambre Esnault Laura González Mayssa Guermoud Oriane Jaillardon Maureen Jenkins Romane Lunel Eve Planeix Charlotte Tremble                                                                 | 88,0093 |
| Vrije routine      | Oekraïne Maryna Aleksiyiva Vladyslava Aleksiyiva Olesia Derevianchenko Marta Fjedina Veronika Hryško Anhelina Ovchynnikova Anastasiia Shmonina Valeriya Tyshchenko                                    | 95,1000 | Italië Domiziana Cavanna Linda Cerruti Costanza Di Camillo Costanza Ferro Gemma Galli Marta Iacoacci Enrica Piccoli Francesca Zunino                           | 92,6667 | Frankrijk Ambre Esnault Laura González Mayssa Guermoud Oriane Jaillardon Maureen Jenkins Romane Lunel Eve Planeix Charlotte Tremble                                                                 | 90,5667 |
| Combinatie         | Oekraïne Maryna Aleksiyiva Vladyslava Aleksiyiva Olesia Derevianchenko Marta Fjedina Veronika Hryško Sofiia Matsiievska Daria Moshynska Anhelina Ovchynnikova Anastasiia Shmonina Valeriya Tyshchenko | 95,2000 | Italië Domiziana Cavanna Linda Cerruti Costanza Di Camillo Costanza Ferro Gemma Galli Marta Iacoacci Marta Murru Enrica Piccoli Federica Sala Francesca Zunino | 92,6667 | Griekenland Zoi Agrafioti Maria Alzigkouzi Kominea Eleni Fragkaki Krystalenia Gialama Zoi Karangelou Maria Karapanagiotou Danai Kariori Ifigeneia Krommydaki Sofia Malkogeorgou Andriana Misikevych | 89,4000 |
| Highlights         | Oekraïne Maryna Aleksiyiva Vladyslava Aleksiyiva Olesia Derevianchenko Marta Fjedina Veronika Hryško Sofiia Matsiievska Daria Moshynska Anhelina Ovchynnikova Anastasiia Shmonina Valeriya Tyshchenko | 94,0667 | Italië Domiziana Cavanna Linda Cerruti Costanza Di Camillo Costanza Ferro Gemma Galli Marta Iacoacci Marta Murru Enrica Piccoli Federica Sala Francesca Zunino | 91,7000 | Frankrijk Camille Bravard Manon Disbeaux Ambre Esnault Laura González Mayssa Guermoud Maureen Jenkins Romane Lunel Eve Planeix Charlotte Tremble                                                    | 89,2000 |

### Gemengd
| Onderdeel          | Goud                                      | Goud         | Zilver                       | Zilver       | Brons                                       | Brons        |
| Gemengd duet       | Gemengd duet                              | Gemengd duet | Gemengd duet                 | Gemengd duet | Gemengd duet                                | Gemengd duet |
| ------------------ | ----------------------------------------- | ------------ | ---------------------------- | ------------ | ------------------------------------------- | ------------ |
| Technische routine | Lucrezia Ruggiero Giorgio Minisini Italië | 89,3679      | Emma García Pau Ribes Spanje | 83,7546      | Silvia Solymosyová Jozef Solymosy Slowakije | 75,5914      |
| Vrije routine      | Lucrezia Ruggiero Giorgio Minisini Italië | 89,7333      | Emma García Pau Ribes Spanje | 84,7667      | Silvia Solymosyová Jozef Solymosy Slowakije | 77,0333      |

## Medaillespiegel
| Plaats | Land        | Goud | Zilver | Brons | Totaal |
| 1      | Oekraïne    | 8    | 0      | 0     | 8      |
| 2      | Italië      | 4    | 6      | 2     | 12     |
| 3      | Spanje      | 0    | 4      | 0     | 4      |
| 4      | Oostenrijk  | 0    | 2      | 2     | 4      |
| 5      | Frankrijk   | 0    | 0      | 4     | 4      |
| 6      | Slowakije   | 0    | 0      | 2     | 2      |
| 7      | Servië      | 0    | 0      | 1     | 1      |
| 7      | Griekenland | 0    | 0      | 1     | 1      |
| Totaal | Totaal      | 12   | 12     | 12    | 36     |

Klifduiken · 
Langebaanzwemmen · 
Openwaterzwemmen · 
Schoonspringen · 
Synchroonzwemmen
Onderdeel van de Europese kampioenschappen zwemsporten:

Wenen 1974 · 
Jönköping 1977 · 
Split 1981 · 
Rome 1983 · 
Sofia 1985 · 
Straatsburg 1987 · 
Bonn 1989 · 
Athene 1991 · 
Sheffield 1993 · 
Wenen 1995 · 
Sevilla 1997 · 
Istanboel 1999 · 
Helsinki 2000 · 
Berlijn 2002 · 
Madrid 2004 · 
Boedapest 2006 · 
Eindhoven 2008 · 
Boedapest 2010 · 
Debrecen 2012 · 
Berlijn 2014 · 
Londen 2016 · 
Glasgow 2018 · 
Boedapest 2020 · 
Rome 2022 · 
Belgrado 2024